# Клеси (Саона и Лоара)
Клеси (фр. Clessy) насеље је и општина у источном делу централне Француске у региону Бургоња, у департману Саона и Лоара која припада префектури Шарол.
По подацима из 2011. године у општини је живело 267 становника, а густина насељености је износила 15,72 становника/km². Општина се простире на површини од 16,99 km². Налази се на средњој надморској висини од 310 метара (максималној 340 m, а минималној 242 m).

## Демографија
| 1962. | 1968. | 1975. | 1982. | 1990. | 1999. | 2011. |
| ----- | ----- | ----- | ----- | ----- | ----- | ----- |
| 302   | 319   | 249   | 262   | 281   | 278   | 267   |

График промене броја становника у току последњих година